# وحشية الشرطة ضد الأمريكيين الأصليين
وحشية الشرطة هي إساءة استخدام السلطة وإلحاق الأذى غير المبرر باستخدام القوة المفرطة من قبل الأفراد المشاركين في تطبيق القانون أثناء أداء واجباتهم الرسمية. ويمكن أن تشمل وحشية الشرطة أيضًا الأذى النفسي من خلال استخدام أساليب التخويف التي تتجاوز نطاق إجراءات الشرطة المعتمدة رسميًا. في الولايات المتحدة، يعاني الأمريكيون الأصليون (المعروفون أيضًا باسم الهنود الأمريكيين) من استخدام العنف بشكل غير متناسب من مطبقي القانون.

## الانتشار
يعد الأمريكيون الأصليون الذين تتراوح أعمارهم بين 20 و24، و25 و34، و35 و44 بين المجموعات الخمس الأكثر عرضة للقتل على يد الشرطة (المجموعتان الباقيتان هما السود من الأعمار بين 20 و24 و25 و34) ما يجعلهم أكثر عرضة من أي مجموعة عرقية أخرى للقتل على يد الشرطة، على الرغم من حقيقة أنهم لا يشكلون سوى 1.2٪ من تعداد سكان الولايات المتحدة. وتزيد أرجحية قتل الأمريكيين الأصليين بـ 3.1 مرة نسبة لقتل الأمريكيين البيض. نادرًا ما يبلغ عن وحشية الشرطة، وخاصة عمليات القتل، على أنها ضد الأصليين لأن الضابط يقيم عرق المرء بصريًا، وغالبًا ما يعتقد أن الأمريكيين الأصليين سود أو بيض أو هسبان عن طريق الخطأ.
في دراسة لجرائم الكراهية وعنف الشرطة ضد الأمريكيين الأصليين (الضحايا الصامتون)، أجرت باربرا بيري مقابلات مع 278 أمريكيًا أصليًا بالإضافة إلى مقدمي الخدمات غير الأصليين من ثماني قبائل في سبع ولايات. وكثيراً ما أفادت المقابلات التي أجرتها معهم عن «سوء تصرف الشرطة، يتراوح من الإهمال إلى أشكال العنف المتطرفة». وخلصت إلى أنه «لا يمكنهم الوثوق بالشرطة لاحترام حقوقهم، ولا لحمايتهم عندما ينتهك الآخرون حقوقهم».

## الأسباب
غالبًا ما ترتبط وحشية الشرطة بالتنميط العرقي. عند وجود اختلافات في العرق أو الدين أو الوضع الاجتماعي والاقتصادي بين الشرطة والمواطنين، قد ينظر بعض ضباط الشرطة إلى السكان (أو مجموعة فرعية معينة منهم) على أنهم يستحقون العقاب بشكل عام. وقد ينظر جزء من السكان إلى الشرطة على أنهم طغاة. وجدت دراسة أجريت عام 2001 أن 30٪ من الأمريكيين الأصليين وافقوا على الاقتراح القائل بأن ضباط الشرطة صادقون (مقارنة بـ 57٪ من البيض و15٪ من السود / الأفارقة الأمريكيين). بالإضافة إلى ذلك، هناك تصور بأن ضحايا وحشية الشرطة ينتمون غالبًا إلى مجموعات عاجزة نسبيًا، مثل الأقليات العرقية أو الثقافية والمعوقين والفقراء. مثل ما أن قضية وحشية الشرطة ضد الأمريكيين الأصليين لها أسباب تاريخية عميقة الجذور.
يعاني الأمريكيون الأصليون من الضيق النفسي مثل الاكتئاب واضطراب الكرب التالي للصدمة النفسية بنسبة الضعف لبقية السكان. ويعد وصول الأمريكيين الأصليين إلى خدمات الصحة العقلية محدود. وكأول مُستجيبين، يكون ضباط الشرطة في الغالب هم الذين يقررون ما إذا كان الشخص المصاب باضطراب نفسي والذي يشكل تهديدًا على الذات أو الآخرين سوف يُرسل إلى نظام الرعاية الصحية أو نظام العدالة الجنائي. لكن الضباط يتلقون قدرًا محدودًا من التدريب النفسي وليسوا على استعداد للتعامل مع أولئك الذين يعانون من أزمات الصحة العقلية. تُدرب فرق الأزمات المتنقلة المتخصصة وحدها على كيفية التعرف على السلوك الذهاني والتعامل معه، وكذلك كيفية توفير الوصول إلى الموارد لشخص قد يهدد بالعنف أو الانتحار، وهذه الفرق غير متواجدة في جميع الهيئات القضائية. لذا فتدخل ضباط الشرطة غير المدربين أو في الهيئات القضائية حيث لا يتوفر فريق متخصص هو أقل فعالية. كان ربع الأشخاص الذين قتلتهم الشرطة في الفترة من يناير حتى يونيو في عام 2016 يعانون من أزمة نفسية. وشكل الأمريكيون الأصليون نصف حالات القتل تلك.
قد تساهم النسبة المنخفضة من الأمريكيين الأصليين في الولايات المتحدة في عدم اهتمام وسائل الإعلام بحالات وحشية الشرطة ضدهم. يتمتع الأمريكيون الأصليون بوجود حضري منخفض بشكل خاص، حيث يعيش خمس السكان في المحميات في الغرب الأوسط. وتواجد وسائل الإعلام في تلك المحميات منخفض، ما يؤدي إلى حالات من وحشية الشرطة ضد الأمريكيين الأصليين لا تُسجل. 

## التأثيرات
يُسجن الأمريكيون الأصليون بمعدلات عالية بشكل غير متناسب. يُدخل الرجال الأمريكيون الأصليون إلى السجن بنسبة 4 أضعاف معدل الرجال البيض، بينما النساء الأمريكيات الأصليات بمعدل 6 أضعاف النساء البيض. إن عدد الأمريكيين الأصليين المسجونين هو 4 أضعاف المتوسط الوطني، وفي السجون الفيدرالية هو 38٪ أعلى من المتوسط الوطني. وهذا يؤثر على الشباب الأمريكيين الأصليين بشدة، والذين يشكلون 1٪ من شباب الولايات المتحدة، ولكنهم يشكلون 70٪ من الشباب ضمن سجون المكتب الفيدرالي. وينقل القُصر الأمريكيون الأصليون أيضًا إلى نظام البالغين بنسبة 18.1 ضعف معدل القُصر البيض. ويقدم معدل الإفراط في تجريم الأمريكيين الأصليين وزيادة أعدادهم في السجن بطريقتين. الأولى هي أنهم يرتكبون جرائم أكثر من البيض والثانية هي أن الأمريكيين الأصليين يعاملون معاملة متباينة من قبل المسؤولين عن تطبيق القانون والنظام القضائي. 

## حالات محددة

### الأفراد
في يناير 1994، ألقت شرطة مينيابوليس القبض على رجلين أمريكيين أصليين ووضعا في صندوق سيارة المجموعة. وأصيب رجل بجروح عندما أغلق الصندوق على ساقه. رفع كلا الرجلين دعوى قضائية ضد مدينة مينيابوليس وحصل كل منهما على مئة ألف دولار.
في 15 نوفمبر 1997، قُبض على رجل أمريكي أصلي، وكانت تهمته الإفراط بالشرب، وقُيد وجرى رشه بمخرش كيميائي، والاعتداء اللفظي عليه من قبل اثنين من ضباط مينيابوليس. ثم دفع الرجل إلى خط المدينة وترك في الثلج، مع سترة خفيفة فقط. حصل الرجل على تسوية بمبلغ 92،500 دولار بعد رفع دعوى قضائية ضد وحشية الشرطة. 
في أبريل 2000، قُدمت شكاوى إلى مكتب الشؤون الهندية، لاتهام واغنر رئيس شرطة داكوتا الجنوبية باستخدام القوة المفرطة في اعتقال امرأة أمريكية أصلية. وزُعم أن الرئيس ألقى بالمرأة على الأرض وسحبها من الأصفاد، وجرح معصميها. لكن الرئيس لم يدن وأغلقت القضية في نوفمبر 2000. 
في 29 يونيو 2002، جرى إطلاق النار على جوزيف فينلي جونيور البالغ من العمر 20 عامًا، والذي كان ينتمي لقبيلتي شيروكي وسيمينول، أربعة عشر مرة من قبل ضابط في شرطة كليفلاند. وكان الضابط خارج أوقات العمل حين إطلاق النار ورفعت دعوى قضائية لاستخدام العنف المفرط. تلقى والد فينلي تسوية بقيمة 35000 دولار من الولاية، لكن الضابط لم يدن.
في 27 مارس 2016، أطلق ضابط شرطة النار على امرأة من قبيلة نافاجو، تدعى لوريال تسينغين في وينسلو، أريزونا. كان الضابط يستجيب لتقرير سرقة متجر وعندما هددته تسينغين بمقص، أطلق النار عليها خمس مرات. قدمت عائلة تسينغين إشعارًا بالمطالبة ضد المدينة، مدعية أن المدينة تجاهلت العلامات التحذيرية بأن الضابط المتورط كان يمثل تهديدًا، بسبب تاريخ من سوء سلوك الشرطة. استقال الضابط المسؤول في أكتوبر 2016.

### ستاندينغ روك
في أواخر عام 2016، وقعت حالات من وحشية الشرطة بالقرب من محمية ستاندينغ روك لشعب سو، حيث كان الأمريكيون الأصليون والحلفاء يحتجون على بناء خط أنابيب داكوتا. ورفعت دعوى قضائية ضد مقاطعة مورتون، وشريف مقاطعة مورتون، ومدينة ماندان داكوتا الشمالية، وقائد شرطة ماندان، ومقاطعة ستوتسمان، وشريف مقاطعة ستوتسمان، زاعمين أن هجومًا عنيفًا غير مبرر وقع ضد المتظاهرين السلميين. تدعي المجموعة القانونية التي تمثل الأمريكيين الأصليين أن استخدام «ذخائر الصدمة المتخصصة والقنابل اليدوية المتفجرة وأجهزة العامل الكيميائي الأخرى ومدافع وخراطيم الماء في درجات حرارة التجمد» هي قوة مفرطة. أصيب العديد من المتظاهرين، ما أدى إلى دخول أكثر من 24 شخصًا في المستشفى. وفي يناير عام 2017، استخدم الضباط العسكريون الغاز المسيل للدموع والرصاص المطاطي ضد المتظاهرين العزل. وأبلغ ماين كياي، مقرر الأمم المتحدة الخاص، الأمم المتحدة أن احتجاز المتظاهرين كان غير إنساني بسبب الازدحام المفرط وعدم الحصول على الرعاية الطبية.

## المناصرة

### حياة الأصليين مهمة
أسست حملة Native Lives Matter (حياة الأصليين مهمة) في عام 2014 من قبل أكايسيتا سنكا – واكان سكا (تروي أملي) من نهر شايان وقبائل السو في محمية ستاندينغ روك وجونيور بوبيك من سانت بول، مينيسوتا. كان الهدف من الحملة هو الإضاءة على القضايا الاجتماعية التي تؤثر على الأمريكيين الأصليين، مثل وحشية الشرطة والفقر والصحة النفسية، ضمن حوار وطني والتجمع من أجل إصلاح العدالة الاجتماعية. تستخدم الحملة منصتي التواصل الاجتماعي فيسبوك وتويتر لنشر الأخبار حول قضايا العدالة الاجتماعية التي يواجهها الأمريكيون الأصليون وكذلك لبناء المجتمع.
وفقًا للحركة، فإن طرق تقليل وحشية الشرطة ضد الأمريكيين الأصليين ووقفها في نهاية المطاف تشمل توظيف قوة شرطة تمثل السكان بشكل أفضل في المقاطعات التي تضم أغلبية من السكان الأمريكيين الأصليين. وهذا سيسمح بمزيد من التفاهم الثقافي ومعالجة القضايا العرقية التي تؤدي إلى وحشية الشرطة. وتقلل برامج العلاج الثقافي من وحشية الشرطة من خلال معالجة قضايا مثل الصحة العقلية والإدمان والفقر، إذ تساهم هذه الأمور في ارتفاع معدلات الجريمة في المحميات ووجود الشرطة. تتطلب هذه البرامج إعادة تخصيص الموارد الحكومية.